# Michael von Kuenburg
Michael von Kuenburg  (ur. 10 października 1514, zm. 17 listopada 1560 w Salzburgu) – austriacki duchowny rzymskokatolicki, w latach 1555–1560 książę arcybiskup metropolia Salzburga.

## Życiorys
Urodził się 10 października 1514 w starej arystokratycznej rodzinie. 21 lipca 1554 wybrany arcybiskupem Salzburga, papież kanonicznie zatwierdził ten wybór 29 października tego samego roku. Sakrę otrzymał 6 stycznia 1555. Zmarł 17 listopada 1560 kilka godzin po udarze, którego doznał wracając z polowania, w którym brał udział wraz z księciem Albrechtem V Bawarskim.